# 1558 Järnefelt
1558 Järnefelt là một tiểu hành tinh vành đai chính với chu kỳ quỹ đạo là 2120.9061430 ngày (5,81 năm).
Tiểu hành tinh này được Liisi Oterma phát hiện tại Turku ngày 20.1.1942.